# 松坡图书馆旧址
松坡图书馆旧址，位于中国湖南省邵阳市大祥区，是蔡锷（字松坡）将军家乡为了纪念其而设立的图书馆的旧址，是湖南省级文物保护单位。

## 历史沿革
1943年，松坡图书馆始设，由岳森（后任馆董事长）发起，由益园董事会曾振志、刘胪初等及各界捐赠。
1944年，馆舍被日军占作司令部。1945年抗战胜利后，民众为复馆纷纷捐款捐物，其中李宗仁捐赠20万元、白崇禧捐赠100万元、廖耀湘捐赠200万元，岳森、王钦潮等捐出全部藏书，寻得蔡锷遗书700余部。松坡图书馆于1946年复馆，时馆内藏书数万册，其中古籍线装书4万余册，图书报刊共5545种，除借阅外还时常举行展览、讲座等活动，时与中山图书馆、船山图书馆并称为“湖南三大图书馆”。
1949年10月解放军占领邵阳后，馆舍被邵阳军管会（后改为邵阳军分区）占用，随后馆舍被逐渐拆建，后除三栋藏书阅览楼外均被拆毁。1951年，原邵阳松坡图书馆筹委会副主任雷飙曾上书时任主席毛泽东和时任总司令朱德，请求恢复松坡图书馆，毛批示：“特饬邵阳松坡图书馆列为一等图书馆”，但后来毛的批示并未落实。
1986年，图书馆旧址被邵阳军分区移交给市文化部门，遂恢复“松坡图书馆”之名，将原有图书搬入仅存的三栋藏书阅览楼。正屋被辟为“蔡松坡纪念馆”，馆名由时任国防部长张爱萍题写，馆内展览蔡锷生平事迹、研究书刊及各界纪念。1995年，松坡图书馆建成新楼，将旧址内图书搬入，将旧址作为纪念性建筑保护。2009年，市政府拨款100余万元修缮旧址。
2003年，松坡图书馆旧址被列为市级文物保护单位。2011年，松坡图书馆旧址被列为省级文物保护单位。

## 建筑规制
原松坡图书馆占地12000平方米，主要有藏书阅览楼、学术讲演厅、蔡公祠、蔡公馆、松坡亭和益园9号、益园10号及协坪里32号等建筑，设有青砖围墙。蔡公祠为单檐歇山顶，覆琉璃瓦，内设岳森赠瓷质蔡锷戎装坐像，附设蔡锷老师樊锥牌位。
今仅存藏书阅览楼约建于民国初年，原属益园董事会，建筑面积2009平方米，一正两侧三栋围成三合院，共34间房，为两层砖木结构，砌以青砖，木质楼板，覆小青瓦，回廊环绕，围铁花栏杆。正房坐西面东，面阔三间，歇山顶，前有回廊与两侧厢房相连，二楼明间廊前有楼梯向外延伸后左右分岔连前坪。两侧厢房呈中轴对称，均面阔五间，庑殿顶，有回廊。